# Nawaf Al Humaidan
Nawaf Abdullah Al Humaidan (arabe : نواف الحميدان) (né le 8 mars 1981 à Koweït City au Koweït) est un footballeur international koweïtien, qui évolue au poste de milieu de terrain.

## Biographie

### Carrière en sélection
Avec l'équipe du Koweït, il joue 18 matchs (pour 2 buts inscrits) entre 2004 et 2007. 
Il figure dans le groupe des sélectionnés lors de la coupe d'Asie des nations de 2004 et participe aux JO de 2000.
Il joue enfin 5 matchs comptant pour la phase qualificative de la coupe du monde 2006.

## Palmarès
Kazma SC
| - Championnat du Koweït : - Vice-Champion : 2006-07 et 2008-09. - Coupe du Koweït (1) : - Vainqueur : 2011. - Finaliste : 2001, 2005 et 2012. - Coupe Crown Prince du Koweït : - Finaliste : 2006-07 |  | - Coupe de la Fédération du Koweït : - Finaliste : 2008-09 et 2011-12 - Supercoupe du Koweït : - Finaliste : 2011 |